# Bruno Baumann

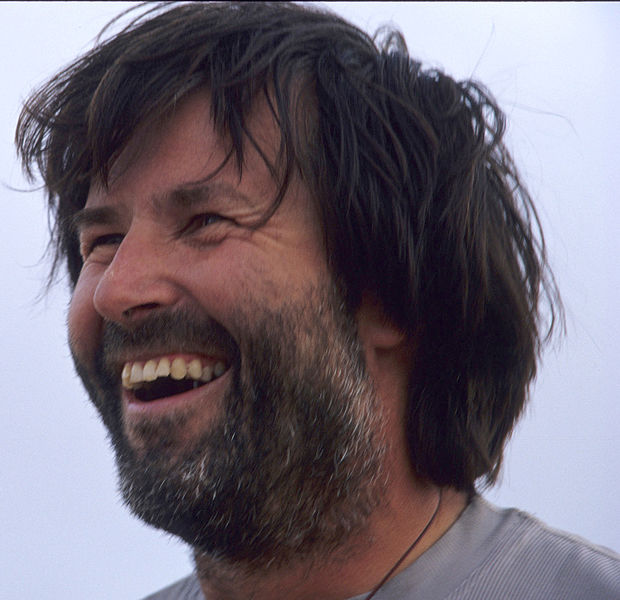
Bruno Baumann

Bruno Baumann (* 10. Januar 1955 in Leibnitz, Steiermark) ist ein österreichischer Reiseschriftsteller, Filmemacher und Trekking-Spezialist.

## Leben
Er studierte Geschichte und Ethnologie an den Universitäten Graz und München. Bekannt wurde Baumann durch seine Reisen in entlegene Regionen der Welt, die er in zahlreichen Büchern, Filmen und Vorträgen dokumentierte.
1989 bewältigte er die Taklamakan-Wüste zu Fuß, 1994 folgte die Alashan-Wüste. Weitere Expeditionen unternahm er in Tibet und im Tibesti-Gebirge. 1996 durchquerte er wiederum die Taklamakan, diesmal auf den Spuren Sven Hedins, um dessen widersprüchlichem Mythos von der sogenannten „Todeskarawane“ auf die Spur zu kommen.
2004 entdeckte er nach eigener Darstellung in Tibet das versunkene Königreich Shangshung. Tatsächlich sind die Ruinen der alten Shangshung-Hauptstadt Khyunglung Tibetologen schon länger ein Begriff. Er bringt jenes versunkene Reich mit Shangri-La in Zusammenhang, welchem eigentlich eine westliche Imagination (James Hiltons Roman Der verlorene Horizont) zugrunde liegt – die möglicherweise einen realen Hintergrund hat.
Für die Veröffentlichung seines Buches Kailash – Tibets heiliger Berg erhielt er den Globetrotter-Reisebuchpreis für das beste Reisebuch des Jahres 2002.
Baumann lebt heute in München-Haidhausen, er ist Vorsitzender des Vereins "Dana", der sich für den Erhalt der tibetischen Kultur einsetzt.

## Werke
- Tibet, Kailas, Seidenstraße. Der diamantene Weg. Styria, Graz 1988
- Die Götter werden siegen. Das verborgene Tibet. Mit einem Interview des Dalai Lama. Herbig, München 1991
- Trekking. Ein Ratgeber (mit Toni Siller). Bruckmann, München 1992
- Mustang. Das verborgene Königreich im Himalaya. Mit Beiträgen von Beat Curti, Toni Hagen und Ludmilla Tüting. Herbig, München 1993
  - Neuausgabe als: Das verborgene Königreich Mustang. Expedition in ein unbekanntes Land. Frederking und Thaler (National geographic adventure press 238), München 2004
- Gobi. Durch das Land ohne Wasser. Herbig, München 1995
  - Neuausgabe als: Die Wüste Gobi. Frederking und Thaler (National geographic adventure press 223), München 2004
- Abenteuer Seidenstraße. Auf den Spuren alter Karawanenwege. Herbig, München 1998; Frederking und Thaler (National geographic adventure press 254), München 2005
- Die Seidenstraße. Mythos und Gegenwart (mit Claus Richter und Bernd Liebner). Hoffmann und Campe, Hamburg 1999
- Karawane ohne Wiederkehr. Das Drama in der Wüste Takla Makan. Malik/Piper, München 2000
- Der diamantene Weg. Wege zu den heiligen Stätten Tibets. Frederking und Thaler (Sierra 137), München 2001
- Kailash. Tibets heiliger Berg. Malik, München 2002
- Kristallspiegel. Pilgerreise zum heiligen Berg Kailash (Textauswahl, Kommentar und Fotos). Nymhenburger, München 2006
- Der Silberpalast des Garuda. Die Entdeckung von Tibets letztem Geheimnis. Malik, München 2006
- Das Juwel in der Lotosblüte. Meine Reisen in den verborgenen Osten Tibets. Frederking und Thaler (National geographic adventure press 308), München 2007
- Der Weg des Buddha. Herbig, München 2008
- Der Wüstengänger. Meine Reisen durch die Sandmeere der Welt. Piper Verlag, München 2011, ISBN 978-3-89029-401-8.